# Nahuas

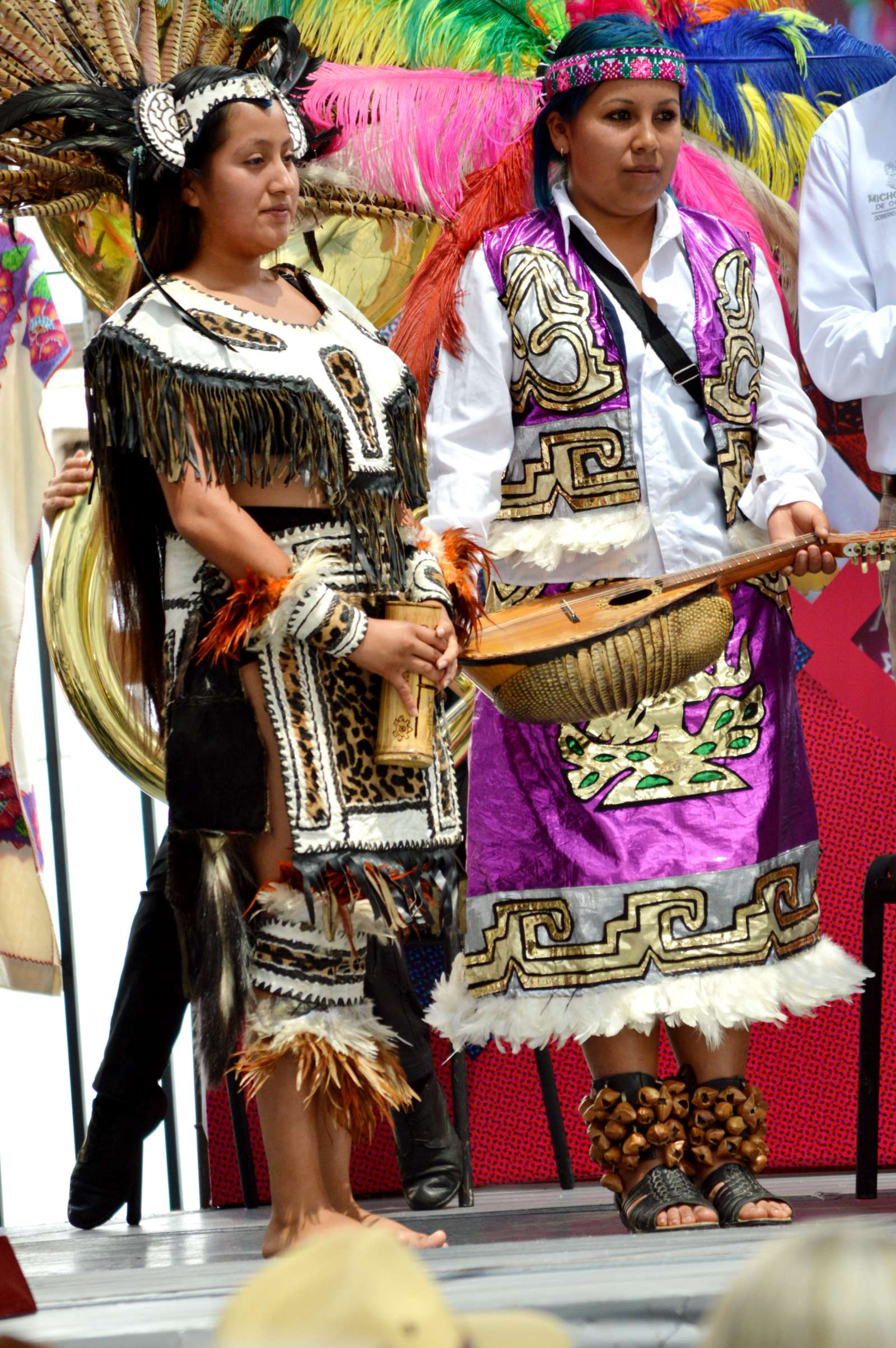
Participantes Nahua à un festival de musique et danse à Uruapan.

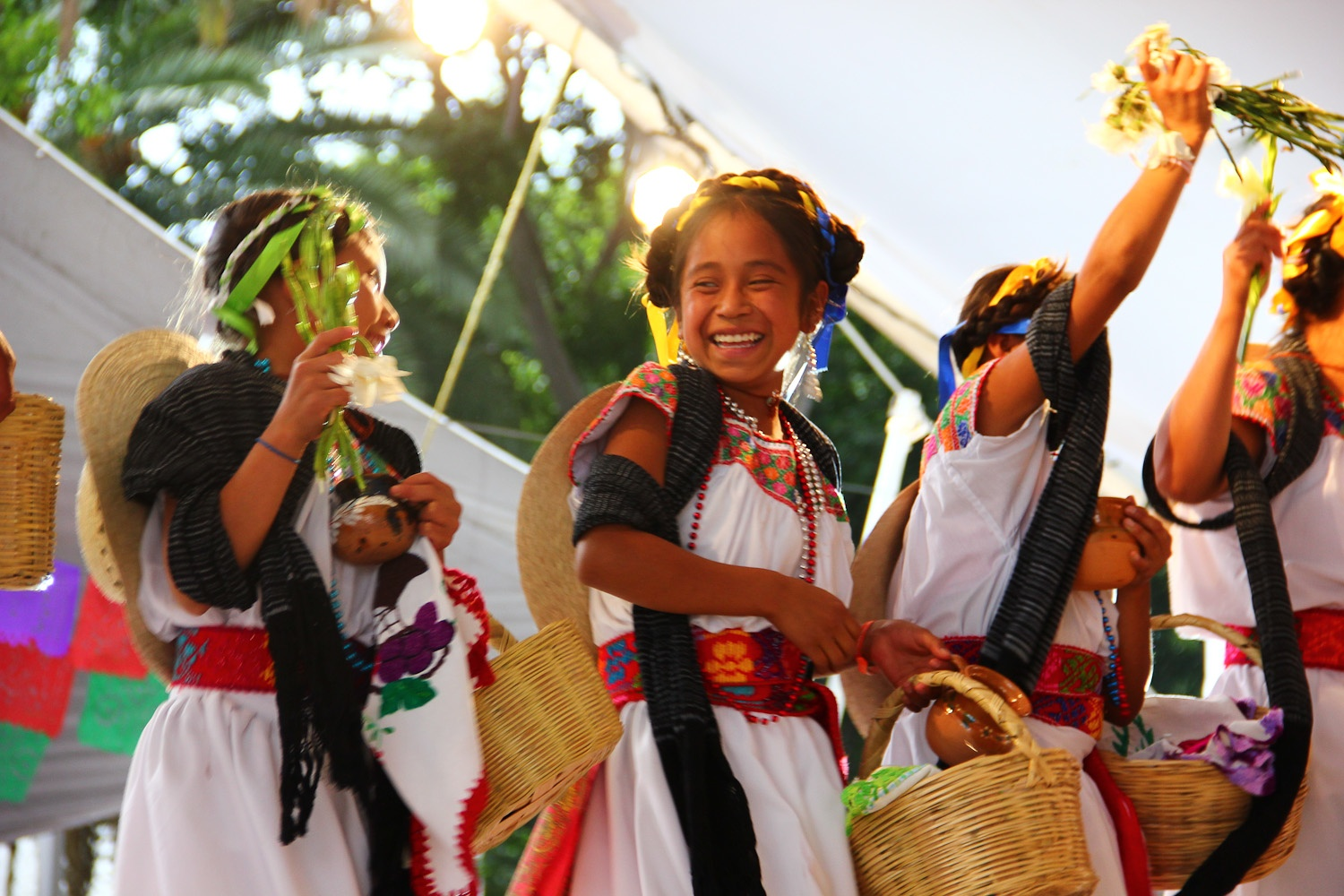
Enfants nahuas.

Nombre de locuteurs nahuatl par État du Mexique.

Les Nahuas sont un des principaux groupes indigènes du Mexique. Ils partagent la même langue, le nahuatl, qui appartient à la famille des langues uto-aztèques. Les Nahuas utilisent l'endonyme nahuatl metchika lorsqu'ils parlent de leur peuple et leur culture. Ils constituent le groupe autochtone le plus important du Mexique, et ont été évangélisés dans le catholicisme sans pour autant oublier leur langue ni leur histoire liée à celle des Mexicas de Tenochtitlán, des Acohluas de Texcoco, des Tepanèques de Tlacopan, des Pipils de Cuscatlán, des Toltèques de Tula entre les Xe et XIIe siècles et des Aztèques entre les XIVe et XVIe siècles.
Ils ont construit une puissance économique, administrative et guerrière impressionnante dans toute la vallée de Mexico jusqu'à l'arrivée des conquistadors, qui ont imposé aux peuples autochtones un nouveau mode de vie et d'organisation de la société, basé sur l'exploitation minière, l'agriculture et le commerce, caractéristique de la vice-royauté.

## Époque précolombienne
La présence probable des Nahuas en Mésoamérique commence vers 500 apr. J.-C. lorsqu'ils s'établissent autour de la vallée de Mexico vers le VIe siècle. Comme les autres groupes de langue uto-aztèque, ils étaient probablement originaires des régions alors en voie de désertification du nord du Mexique et du sud-ouest des États-Unis : terre légendaire dénommée "Āztlán", c'est-à-dire Terre des hérons, à l'origine du terme āztēca.
Après une période nomade vers le Sud-Est, ils ont peu à peu pris le pouvoir sur les autres ethnies du centre du Mexique, en particulier dans la vallée de Mexico où ils ont développé, après la chute de Teotihuacan, de grands centres urbains et les civilisations les plus influentes de toute la Mésoamérique jusqu'à la découverte puis la conquête de l'Amérique par les Européens.

## Époque contemporaine
Les Nahuas modernes sont un peuple agricole. Leurs cultures de base sont le maïs, les haricots, les piments, les tomates et les courges. Le maguey, la canne à sucre, le riz et le café sont également courants. Les principaux outils agricoles traditionnels étaient la charrue en bois, la houe et le bâton à creuser mais comme partout, leurs pratiques agricoles se mécanisent.
En 2015, selon le recensement mené par le gouvernement mexicain, leur nombre s'élevait à 2 886 767 personnes au Mexique, soit le groupe amérindien le plus important du pays, représentant environ 24% de la population autochtone du Mexique, et un peu plus de 2% de la population totale (cependant métissée à 70 %).